# Žlebec Gorički
Žlebec Gorički is een plaats in de gemeente Marija Gorica in de Kroatische provincie Zagreb. De plaats telt 76 inwoners (2001).